# Divočina (film)
Divočina (anglicky Wild) je americké životopisné drama z roku 2014, režírované Jean-Marcem Valléem a natočené podle knižní předlohy Wild: From Lost to Found on the Pacific Crest Trail od Cheryl Strayedové. Hlavní role Cheryl Strayedové se ujala Reese Witherspoonová, její matku ztvárnila Laura Dernová.

## Děj
Po smrti matky, se kterou se Cheryl nemůže smířit a krachu sedmiletého manželství jí do života vstoupí drogy a náhodné známosti na jednu noc. Když už je úplně na dně rozhodne se udělat nejimpulzivnější rozhodnutí svého života. Bez jakýchkoliv předchozích zkušeností se rozhodne zdolat více než 4000 km dlouhou vysokohorskou stezku PCT – Pacific Crest Trail, vedoucí od mexických hranic, přes Kalifornii, až po hranice s Kanadou. Na své cestě vzpomíná na své dětství, svou matku, manželství a drogovou minulost. I přes to, že během cesty byla několikrát úplně na dně, jak psychicky, tak fyzicky, tak ji dokončí a znovu objeví svou vlastní sílu a novou chuť do života.

## Obsazení
| Reese Witherspoonová | Cheryl Strayed                |
| Laura Dernová        | Barbara „Bobbi“, matka Cheryl |
| Thomas Sadoski       | Paul, exmanžel Cheryl         |